# Okis
 (mars 2025).
Motif : Pérennité non démontrée dans les sources (le fameux critère des deux ans n'est pas encore atteint)
- Archive Wikiwix
- Bing
- Cairn
- DuckDuckGo
- E. Universalis
- Gallica
- Google
- G. Books
- G. News
- G. Scholar
- Persée
- Qwant
- (zh) Baidu
- (ru) Yandex
- (wd) trouver des œuvres sur Wikidata

| 1. | Préciser le motif de la pose du bandeau. | Précisez le motif de la pose du bandeau en utilisant la syntaxe suivante : {{admissibilité à vérifier\|date=juin 2025\|motif=remplacez ce texte par le motif}}            |
| 2. | Informer les utilisateurs concernés.     | Pensez à avertir le créateur de l'article, par exemple, en insérant le code ci-dessous sur sa page de discussion : {{subst:avertissement admissibilité à vérifier\|Okis}} |

Okis est un rappeur originaire de Lyon, en France.

## Biographie
Okis, de son prénom Maxime, naît à Monplaisir dans le 8e arrondissement de Lyon, mais grandit sur la colline de la Croix-Rousse. Il joue au football avec le FC Croix-Roussien quand il a 6 ans, mais avoue n'avoir jamais été doué. Il commence le rap à 17 ans. Il part étudier le journalisme à Rennes pendant cinq ans (dont une année au Chili) avant de revenir dans sa ville natale. Il travaille au Lyon Bondy Blog puis à la Tribune de Lyon. En 2020, pour ses 22 ans, on lui offre un micro et une carte son pour qu'il s'enregistre. En 2022, profitant d'une période de chômage, il sort un premier EP intitulé ok, qui rencontre un petit succès, arrivant rapidement jusqu'aux oreilles de son beatmaker préféré, Mani Deïz, qui lui propose de collaborer. Ils réalisent ensemble un premier album en 2023, Rêve d'un rouilleur, qui comporte des featurings avec Cassus Belli et Limsa d'Aulnay.

## Style
Les paroles d'Okis sont principalement inspirées de la ville de Lyon et de sa passion pour le football, notamment évidemment l'Olympique lyonnais, dont il est supporter depuis la fin des années 2000, à l'époque de Juninho, Benzema et Lisandro López. Il utilise beaucoup d'argot lyonnais. Il ne fait pas de refrains chantés, principalement de longs couplets. Il rappe surtout sur de la boom bap.

## Engagements
Politiquement, Okis se définit comme marxiste.

## Discographie
- 2022 : OK (EP)
- 2022 : Rappeur de Lyon (EP)
- 2023 : Rêve d'un rouilleur (album)
- 2025 : La Crème (album)
- 2025: Double Crème (album)